# Años 760
Los años 760 o década del 760 empezó el 1 de enero del 760 y terminó el 31 de diciembre del 769. 

## Acontecimientos
En el mundo islámico
- El califa Al-Mansur (el Victorioso) traslada la capital a Bagdad (en el 762). Bagdad se convierte en califato. Termina la supremacía árabe y pasa la dirección del Islam a los persas. Se nombra el cargo de visir como delegado del gobierno.
- Galicia - (768-774) - Rebelión de los siervos o libertos.
- Esteban III sucede a San Paulo I como papa en el año 768.